# 26e regering van Israël
De 26e regering (ook bekend als het Kabinet–Peres II) was de uitvoerende macht van de Staat Israël van 22 november 1995 tot 18 juni 1996. Premier Shimon Peres (Arbeidspartij) stond aan het hoofd van een coalitie van de Arbeidspartij, Meretz, Jiud en Meemad.

## Ambtsbekleders
| Ambtsbekleder             | Ambtsbekleder        | Ambtsbekleder                                     | Functie                                         | Ambtstermijn     | Ambtstermijn | Partij        |
| ------------------------- | -------------------- | ------------------------------------------------- | ----------------------------------------------- | ---------------- | ------------ | ------------- |
|                           | Shimon Peres         | Shimon Peres שִׁמְעוֹן פֶּרֶס (1923–2016)                | Premier                                         | 4 november 1995  | 18 juni 1996 | Arbeidspartij |
| Minister van Defensie     | Shimon Peres         | Shimon Peres שִׁמְעוֹן פֶּרֶס (1923–2016)                |                                                 | 4 november 1995  | 18 juni 1996 | Arbeidspartij |
|                           | Ehud Barak           | Rav Aluf Ehud Barak אֵהוּד בָּרָק (1942)               | Minister van Buitenlandse Zaken                 | 22 november 1995 | 18 juni 1996 | Arbeidspartij |
|                           | Haim Ramon           | Haim Ramon חיים רמון (1950)                       | Minister van Binnenlandse Zaken                 | 22 november 1995 | 18 juni 1996 | Arbeidspartij |
|                           | Abraham Shochat      | Abraham Shochat אברהם שוחט (1936)                 | Minister van Financiën                          | 13 juli 1992     | 18 juni 1996 | Arbeidspartij |
|                           |                      | David Libai דוד ליבאי (1934)                      | Minister van Justitie                           | 13 juli 1992     | 18 juni 1996 | Arbeidspartij |
|                           | Michael Harish       | Michael Harish מיכאל חריש (1936)                  | Minister van Economie                           | 13 juli 1992     | 18 juni 1996 | Arbeidspartij |
|                           | Efraim Sneh          | Tat Aluf Efraim Sneh אפרים סנה (1944)             | Minister van Volksgezondheid                    | 1 juni 1994      | 18 juni 1996 | Arbeidspartij |
|                           | Ora Namir            | Ora Namir אורה נמיר (1930–2019)                   | Minister van Arbeid en Sociale Zaken            | 31 december 1992 | 22 mei 1996  | Arbeidspartij |
|                           | Efraim Sneh          | Tat Aluf Efraim Sneh אפרים סנה (1944)             | Minister van Arbeid en Sociale Zaken            | 22 mei 1996      | 18 juni 1996 | Arbeidspartij |
|                           | Amnon Rubinstein     | Amnon Rubinstein אמנון רובינשטיין (1931)          | Minister van Onderwijs en Cultuur               | 7 juni 1993      | 18 juni 1996 | Meretz        |
|                           | Israel Kessar        | Israel Kessar אברהם שוחט (1931–2019)              | Minister van Vervoer                            | 13 juli 1992     | 18 juni 1996 | Arbeidspartij |
|                           |                      | Yaakov Tzur יעקב צור (1937)                       | Minister van Landbouw                           | 13 juli 1992     | 18 juni 1996 | Arbeidspartij |
|                           | Benjamin Ben-Eliezer | Benjamin Ben-Eliezer בנימין בן אליעזר (1936–2016) | Minister van Huisvesting en Constructie         | 13 juli 1992     | 18 juni 1996 | Arbeidspartij |
|                           |                      | Gonen Segev גונן שגב (1956)                       | Minister van Infrastructuur en Energie          | 10 januari 1995  | 18 juni 1996 | Jiud          |
|                           | Moshe Shahal         | Moshe Shahal משה שחל (1934)                       | Minister van Openbare Veiligheid                | 13 juli 1992     | 18 juni 1996 | Arbeidspartij |
|                           | Yair Tzaban          | Yair Tzaban יאיר צבן (1930)                       | Minister van Immigratie                         | 13 juli 1992     | 18 juni 1996 | Meretz        |
|                           | Sjoelamit Aloni      | Sjoelamit Aloni שולמית אלוני (1928–2014)          | Minister van Wetenschap en Ontwikkelingen       | 7 juni 1993      | 18 juni 1996 | Meretz        |
| Minister van Communicatie | Sjoelamit Aloni      | Sjoelamit Aloni שולמית אלוני (1928–2014)          |                                                 | 7 juni 1993      | 18 juni 1996 | Meretz        |
|                           |                      | Shimon Shetreet שמעון שטרית (1946)                | Minister van Religieuze Zaken                   | 27 januari 1995  | 18 juni 1996 | Arbeidspartij |
|                           | Jossi Sarid          | Jossi Sarid נתן שרנסקי (1940–2015)                | Minister van Milieu                             | 31 december 1992 | 18 juni 1996 | Meretz        |
|                           | Uzi Baram            | Uzi Baram עוזי ברעם (1937)                        | Minister van Toerisme                           | 13 juli 1992     | 18 juni 1996 | Meretz        |
|                           | Jossi Beilin         | Jossi Beilin יוסי ביילין (1948)                   | Minister zonder portefeuille (Kabinetszaken)    | 22 november 1995 | 18 juni 1996 | Arbeidspartij |
|                           | Yehuda Amital        | Yehuda Amital יהודה עמיטל (1924–2010)             | Minister zonder portefeuille (Religieuze Zaken) | 22 november 1995 | 18 juni 1996 | Meemad        |